# Paul Mann (Schauspieler)
Paul Mann (* 2. Dezember 1913 in Toronto; † 24. September 1985 in Bronxville) war ein kanadischer Schauspieler, Sänger und Schauspiellehrer. 
Paul Mann war der ältere Bruder des Schauspielers Larry D. Mann. Ab dem Alter von sechzehn Jahren war er als Theaterschauspieler tätig, zwischen 1929 und 1965 stand er in zahlreichen Broadway-Produktionen auf der Bühne. Sein filmisches Schaffen umfasst nur drei Fernsehrollen und zwei Kinofilme. Für seine einzigen Kinorollen in Elia Kazans Die Unbezwingbaren (als Handwerker Aleko Sinnikoglou) und in Norman Jewisons Anatevka (als Dorffleischer Wolf Lazard) wurde er aber beide Male mit einer Nominierung als Bester Nebendarsteller für den Golden Globe Award bedacht.
Neben der Schauspielerei leitete Paul Mann ab den 1950er-Jahren den Paul Mann Actor's Workshop, eine Schauspielschule in New York. Er galt als wichtiger früher Vertreter des Method Actings in den USA. Bei ihm nahmen unter anderem Al Lewis, Vic Morrow, Ruby Dee, Ossie Davis, Billy Dee Williams und Sidney Poitier Unterricht. Die Schule galt als besonders diskriminierungsfrei, weshalb viele schwarze Schauspieler sie besuchten. An der University of Wisconsin–Green Bay war er zeitweise als Professor für Schauspiel und Direktor des Theaters tätig. Ein Jahr vor seinem Tod musste Mann insgesamt 12.000 US-Dollar an acht seiner früheren Schauspielstudentinnen zahlen, die er sexuell belästigt hatte.

## Filmografie
- 1950: Pulitzer Prize Playhouse (Fernsehserie, Folge 1x02)
- 1951: The Philco Television Playhouse (Fernsehserie, Folge 3x32)
- 1951: Danger (Fernsehserie, Folge 1x37)
- 1963: Die Unbezwingbaren (America America)
- 1971: Anatevka (Fiddler on the Roof)